# Georgetown (Carolina del Sud)
Georgetown è una città degli Stati Uniti d'America, capoluogo della Contea di Georgetown, nello stato della Carolina del Sud.